# Tamsui
Tamsui é um bairro à beira-mar localizado em Nova Taipé, no norte de Taiwan. Foi nomeado a partir do rio Tamsui; O nome significa "água doce". A localidade é muito popular como um local para ver o pôr do sol no Estreito de Taiwan. Embora modesto em tamanho (com uma população de 158 953), o distrito é o lar de três universidades (Universidade Aletheia, Universidade Tamkang, e da Universidade de São João]) e tem um grande papel na cultura de Taiwan. Foi colonizada pelos espanhóis e depois por holandeses, o primeiro de (1626-1642), que fazia parte do Império Espanhol. Ainda existe na cidade o castelo ou fortaleza espanhola de Santo Domingo em Tamsui, a maioria de sua população é da etnia mongol e tem como língua oficial o chinês ou mandarim, mas devido à colonização inicial espanhola, algumas pessoas também falam o castelhano (espanhol) como língua mãe.[carece de fontes?]

## Nomeação pelos europeus
Os espanhóis chegaram a este local durante o século XVII e chamam esse lugar Casidor e do Rio Tamsui Kimalon. Registros holandeses usaram os nomes de Tamsuy e Tampsui para se referir a esta área, mas também se refere a um outro lugar "Lower Tamsuy" localizado no sul da ilha.